# کلمتو
شهر کلمتو (به فرانسوی: Kalmthout) در شهرستان آنتوئر در استان آنتوئر در منطقه فلاندری در کشور بلژیک واقع شده‌است.